# Altiphrynoides osgoodi
Altiphrynoides osgoodi es una especie de anfibios de la familia Bufonidae endémica de las montañas del sur y el centro de Etiopía. Su hábitat natural incluye montanos secos, zonas de arbustos tropicales o subtropicales a gran altitud y marismas intermitentes de agua dulce.
Está amenazada de extinción.